# Kaare Norge
Kaare Norge (Brørup, 1963) is een Deens klassiek gitarist.
In 1991 werd hij de eerste klassieke musicus die op het Roskilde Festival speelde.
Hoewel hij tal van klassieke werken heeft opgenomen, onder meer van Chopin en Bach, kreeg hij de meeste internationale aandacht door zijn arrangement van Led Zeppelin's Stairway to Heaven, dat hij in 1994 opnam op zijn CD La Guitarra.

## Discografie
- 1991 - Tango
- 1992 - Con Amore
- 1993 - Bach, Rodrigo, Paganini
- 1994 - La Guitarra
- 1996 - Movements
- 1996 - Guitar Player
- 1998 - Made of Dreams (met Claus Raahauge)
- 1998 - Morning Has Broken
- 1998 - Classic
- 1999 - Christmas
- 2000 - La Cumparsita
- 2001 - A Mi Amor
- 2002 - Guitarra La Classica
- 2003 - Here Comes the Sun
- 2004 - Silence of the Spanish Guitar
- 2005 - Recital
- 2006 - Fantasia
- 2006 - Portrait of an artist (dvd-video, prod. Jesper Brinck)
- 2009 - Viva La Musica
- 2011 - Beatles from My Heart
- 2011 - Denmark
- 2013 - Fiesta
- 2015 - The Song The Melody – Carl Nielsen
- 2018 - Variation
- 2021 - Amoroso